# Francisco de Quiñones
Francisco de Quiñones (fl. XVI-XVII secolo) fu un soldato spagnolo nominato Governatore Reale del Cile per 13 mesi, tra il maggio 1599 ed il giugno 1600.

## Biografia
Quando divenne governatore del Cile, Quiñones era un soldato veterano. Servì, nel 1559, nel Tercio spagnolo che operò in Italia. Si imbarcò con lo squadrone del viceré di Napoli in una campagna contro i pirati turchi, e nella battaglia di Gerba del 1560 che si rivelò un disastro per gli spagnoli, con due navi affondate. Quiñones fu uno dei 5000 prigionieri catturati ad Istanbul e venduti come schiavi. Furono poi liberati tramite il pagamento di un riscatto, ed egli continuò a fare il soldato in Italia e nelle Fiandre. Al ritorno in Spagna, Quiñones sposò Grimanesa de Mogrovejo, sorella dell'inquisitore di Granada, in seguito canonizzato col nome di san Turibio de Mogrovejo. Quando questo monaco fu promosso ad arcivescovo di Lima, Quiñones andò in Perù, nel 1580, come parte della sua scorta. Grazie alla protezione dell'arcivescovo, Quiñones divenne presto Maestro de Campo e generale di cavalleria. Nel 1582 il viceré del Perù, Martin Enríquez de Almansa, lo nominò comandante della flotta del tesoro che salpò dal Perù verso Panama, per poi essere rediretto in Spagna. In seguito fu anche corregidor di Lima, posizione che gli valse un certo prestigio come persecutore di ladri e vagabondi.
Quiñones fu nominato Governatore Reale del Cile dal viceré del Perù, Luis de Velasco, dopo che questi venne a conoscenza della morte di Martín García Óñez de Loyola per mano del toqui Mapuche Pelantaro, nel disastro di Curalaba. Giunto in Cile prese il posto dell'avvocato Pedro de Viscarra, che aveva amministrato ad interim la colonia. Comandò gli spagnoli durante i primi difficili mesi della rivolta Mapuche del 1598. Nel 1599, nonostante i suoi sforzi, i Mapuche distrussero i forte di Chivicura e Jesus de Huenuraquí a Catirai e nelle città di Santa Cruz de Coya, Santa María la Blanca de Valdivia, San Andrés de Los Infantes e San Bartolomé de Chillán y Gamboa. Nel 1600 Quiñones riuscì a ricostruire il forte di Chillán.